# Keegan Hornblow
Keegan Hornblow (* 25. Oktober 2001 in Nelson) ist ein neuseeländischer Radrennfahrer, der auf Bahn und Straße aktiv ist.

## Sportlicher Werdegang
Hornblow stammt aus Nelson auf der neuseeländischen Südinsel. Er begann im Alter von 12 Jahren mit Radsport, zunächst auf der Straße. Erst mit 17 wandte er sich auch der Bahn zu und machte bei einem Wettkampf in Cambridge so guten Eindruck, dass er in die Nationalmannschaft berufen wurde, die die Junioren-Weltmeisterschaften 2019 in Frankfurt (Oder) bestritt und in der Mannschaftsverfolgung den vierten Platz errang.
2020 und 2021 waren seine sportlichen Aktivitäten infolge der Corona-Pandemie auf Neuseeland beschränkt; Anfang 2022 gewann er eine Etappe beim New Zealand Cycle Classic. Im Frühjahr 2022 waren mit den Ozeanien-Meisterschaften auf Straße und auf der Bahn wieder internationale Wettkämpfe möglich, bei denen er mehrere Medaillen gewann. Von April bis September fuhr er Straßenrennen in Europa. Auch 2023 fuhr er im Frühjahr die Ozeanienmeisterschaften und war anschließend mehrere Monate in Europa aktiv. In beiden Jahren fuhr er jeweils einige Monate als Stagiaire für Bolton Equities Black Spoke, sonst für Coupland’s, ein neuseeländisches Vereinsteam.
2024 errang Hornblow erstmals Titel bei Landes- und Ozeanien-Meisterschaften, und zwar in der Mannschaftsverfolgung. Im Nations Cup von Hongkong war er in derselben Disziplin als Mitglied der drittplatzierten Mannschaft auf dem Podium. Auch bei den Olympischen Spielen 2024 fuhr er in der Mannschaftsverfolgung, wo die neuseeländische Mannschaft auf den fünften Platz kam.

## Erfolge

### Bahn
2022
 Ozeanien-Meisterschaften – Mannschaftsverfolgung (mit Nick Kergozou, Daniel Bridgwater, Thomas Sexton und George Jackson)
2023
 Ozeanien-Meisterschaften – Mannschaftsverfolgung (mit Nick Kergozou, Daniel Bridgwater, George Jackson und Kyle Aitken)
 Ozeanien-Meisterschaften – Einzelverfolgung, Madison (mit Daniel Bridgwater)
2024
 Ozeanien-Meister – Mannschaftsverfolgung (mit Daniel Bridgwater, George Jackson und Thomas Sexton)
 Ozeanien-Meisterschaften – Punktefahren, Madison (mit Joel Douglas)
 Neuseeländischer Meister – Mannschaftsverfolgung (mit Aaron Gate, Thomas Sexton und George Jackson)
2025
 Ozeanien-Meister – Scratch
 Ozeanien-Meisterschaften – Einerverfolgung
 Ozeanien-Meisterschaften – Ausscheidungsfahren, Punktefahren, Mannschaftsverfolgung (mit Magnus Jamieson, Lucas Bhimy, Daniel Morton und Campbell Stewart)

### Straße
2022
 Ozeanien-Meisterschaften (U23) – Einzelzeitfahren
eine Etappe New Zealand Cycle Classic
2025
 Neuseeländischer Meister – Kriterium